# Brian David Josephson
Brian David Josephson (Cardiff, 1940. január 4. –) brit (walesi) Nobel-díjas fizikus, a Cambridge-i Egyetem professzor emeritusza.Fő kutatási területe a kondenzált anyagok elméleti vizsgálta. Jelentős eredményeket ért el a szupravezetés és a kvantumechanikai alagúteffektus területén, amelyért 1973-ban kiérdemelte a fizikai Nobel-díjat. Róla kapta nevét a Josephson-efffektus. Későbbi éveiben támogatója lett a parapszichológiának.

## Tanulmányai
Josephson 1940. január 4-én született a walesi Cardiff városában zsidó szülők, Mimi (született Weisbard, 1911–1998) és Abraham Josephson gyermekeként. A Cardiff Gimnáziumban tanult, ahol Emrys Jones volt a fizikatanára, aki bevezette őt az elméleti fizika világába. 1957-ben felvételt nyert a Cambridge-i Egyetemre, ahol kezdetben matematikát tanult a híres Trinity College-ban. Miután két év alatt elvégezte a matematika Tripos 2-t,  úgy döntött, hogy fizikára vált.
Cambridge-ben Josephsont briliáns, ám visszahúzódó diákként ismerték. Már egyetemi hallgatóként publikált egy jelentős tanulmányt a Mössbauer-effektus termális korrekcióiról, amelyben rámutatott egy olyan problémára, amely korábban nem került a tudományos közösség figyelmébe. Egy neves fizikus a Physics World-nek nyilatkozva megjegyezte, hogy Josephson több olyan tanulmányt írt, amelyek önmagukban  (a Josephson-hatás felfedezése nélkül) is biztosították volna helyét a jelentős fizika felfedezők között.
1960-ban szerezte meg a BA diplomáját, majd ezt követően kutatóhallgatóként csatlakozott a Mond Laboratóriumhoz, amely a Cavendish Laboratórium része volt. Itt kezdte meg együttes MA és PhD tanulmányait, Brian Pippard témavezetése mellett. Az amerikai fizikus, Philip Anderson, aki később szintén Nobel-díjat kapott, 1961–1962-ben egy évet Cambridge-ben töltött, és felidézte, hogy „Josephson jelenléte egy órán nagyon zavarba ejtő élmény volt egy előadó számára, mert mindennek pontosnak kellett lennie, különben az óra után odajött hozzám, és elmagyarázta a hibákat.”
1962-ben publikálta azt a kutatást, amely a Josephson-hatás felfedezéséhez vezetett. A Cavendish Laboratórium 2012 novemberében egy emléktáblát helyezett el a Mond épületben, tisztelegve a felfedezés előtt. Még ugyanebben az évben a Trinity College tagjává választották, majd 1964-ben megvédte doktori értekezését, amelynek címe Non-linear conduction in superconductors (Nemlineáris vezetés szupravezetőkben) volt.

## Feljegyzések
1. ↑  Brian D. Josephson. (Hozzáférés: 2024. január 4.)
2. ↑  Interjú a professzorral. (Hozzáférés: 2024. január 4.)
3. ↑  Josephson, B.D (1960). „Temperature-dependent shift of γ rays emitted by a solid.” (angol nyelven). Phys. Rev. Lett 4, 341–342. o, Kiadó: APS.
4. ↑  Lndau Nobel Laurate Meeting. (Hozzáférés: 2025. január 4.)